# 高山瑞穂
高山 瑞穂（たかやま みずほ、1964年7月7日 - ）は、日本の漫画家。
アニメ製作会社に就職し、TV版『機動戦士Ζガンダム』、『装甲騎兵ボトムズ』、『機甲界ガリアン』などにも関わる。アニメーターを辞めた後、『新機動戦記ガンダムW』のアンソロジーコミックに執筆、『機動戦士ガンダムSEED』シリーズのコミカライズ版などを連載した。
「隆山瑞穂」のペンネームで、のちに架空戦記作家になった青木基行とコンビを組んで主に創作系同人で活動している。
『機動戦士ガンダムSEED DESTINY』第4巻のあとがきによれば、高校時代に補習授業のクビを覚悟でファーストガンダムの最終回を観に家に帰ったとある。2ちゃんねるの『機動戦士ガンダムALIVE』スレッドに「たかやま」というハンドルネームで現れたこともあった。

## 作品リスト
RETURN MATCH〜翔子 （ラポート）
陸上競技を題材にした作品。未完。
マクロス ダイナマイト7　ミレーヌビート（角川書店）
OVA『マクロス ダイナマイト7』のサイドストーリー。「月刊少年エース増刊 エースダッシュ」連載。
熱気バサラが旅に出た事が契機となってソロデビューする事となったミレーヌの歌や恋に関する葛藤、そして成長を描いた内容。
機動戦士ガンダム外伝 THE BLUE DESTINY（講談社）
「覇王マガジン」連載。原作（シナリオ）は千葉智宏。全1巻。
原作ゲームのストーリーを基調とし、主人公ユウ・カジマの戦闘機パイロット時代の同僚を登場させる等の肉付けが行われている。ユウはゲームにおいてはプレイヤーその人であるため一切の台詞がなく、『SDガンダム Gジェネレーション』シリーズ等のゲーム作品では極端に無口な人物として描写されたが、本作においては台詞も多く熱血漢として描かれた。
掲載誌が休刊したため物語はゲーム第2作『機動戦士ガンダム外伝2 蒼を受け継ぐ者』に相当するところで終了しており、以降の展開については単行本化の際ダイジェスト的に描かれ、短編『バニングス・リポート』において一応の完結をみた。
機動戦士ガンダム外伝 極東MS戦線記（講談社、アンソロジーコミック『ガンダム短編集』収録）
1997年コミックボンボン夏の増刊号（ガンダム特集）初出。一部の登場人物は小説『龍騎兵』（作：青木、挿絵：高山）へのオマージュだと思われる。
バニングス・リポート 蒼の残照（一迅社 DNAメディアコミックス、アンソロジーコミック『機動戦士ガンダム ギレンの野望』収録）
未完に終わった『THE BLUE DESTINY』の最終回を思わせる短編。一年戦争末期、チャップ・アデルを除く不死身の第四小隊の3人が索敵任務中に目撃したガンダム対ガンダムの決闘、という設定で描かれており、終始サウス・バニングのモノローグで進行する。作品中ブルーディスティニーはガンダムと呼ばれるだけで、『THE BLUE DESTINY』の登場人物は（セリフ以外）登場しない。
密林の一つ目巨人（サイクロプス）　（一迅社 DNAメディアコミックス、アンソロジーコミック『機動戦士ガンダム ギレンの野望 ジオンの系譜 コミックアンソロジーVol.2』収録）
第08MS小隊とサイクロプス隊の交戦を描いた短編。
機動戦士ガンダムSEED キラとアスランの激闘（講談社）
「コミックボンボン」別冊付録として掲載。全2巻。
当初ボンボンでは『SEED』の連載は行われていなかったが、「月刊マガジンZ」の連載が好評だったため、原作の2クール目までの内容を100ページの別冊付録とし、その後続けて掲載された。フリーダムガンダムが登場する場面は別冊付録においては原作アニメと全く異なっていたが、2回目の掲載ではアニメに近い形に変更されている。これにより単行本化の際にフレイ・アルスターはキラの回想にのみ登場となっている。
機動戦士ガンダムSEED DESTINY（講談社）
「コミックボンボン」連載。全4巻。
物語にいくつかの変更と、新規場面の追加がある。シン・アスカの視点に集中して描かれているため、地球連合やアークエンジェル側の描写は大きく省略されている。モーガン・シュバリエをメインに添えたオリジナルストーリーを描き「ボンボン」の単行本巻末広告では「アニメにはない幻のエピソードを収録」とされている。
なお、ゲーム『機動戦士ガンダム EXTREME VS.』や『スーパーロボット大戦UX』において、テレビアニメ版にない高山版独自の台詞が逆輸入されている。
HOLA!!（フレックスコミックス）
フットサルを題材とした作品。全1巻。
「月刊少年ブラッド」6月号から連載。本誌休刊により未完だったが、2007年12月4日よりYahoo!コミック内「FlexComixブラッド」で1話より再掲載の後、最終話となる第6話が追加掲載された。
機動戦士ガンダムALIVE（講談社）
「コミックボンボン」連載（2006年11月号～2007年12月号）、最終巻収録分はテレまんがヒーローズ掲載、全5巻。
シナリオ構成は、皆川ゆかが担当。
機動戦士ガンダムMS BOYS -ボクたちのジオン独立戦争-
「ガンダムエース」連載（2009年8月号～2010年9月号）。ジオン公国軍の少年兵を主人公にした一年戦争の裏面史もので、先行作品「機動戦士ガンダム外伝 極東MS戦線記」の後日譚的な側面も備えている。予告時の題名は「機動戦士ガンダム ジオンMS少年遊撃特科兵（仮）」であった。